# رقم مجهول (مسلسل)
رقم مجهول هو مسلسل مصري عرض في رمضان 1433هـ/2012م.

## قصة المسلسل
مسلسل أكشن تشويقي يلعب فيه يوسف الشريف دور محامي شاب يدعى "علي"، تأتيه مكالمة من "رقم مجهول"، فيقوم بالرد عليها، فتحدث له مشاكل كثيرة، ويتعرض لإعصار عنيف في غضون أيام قليلة وخاصة مبادئه الصارمة وأخلاق مهنته وأفكاره عن الشرف والأمانة. سوف ترتكب جرائم لم يخطر بباله أن تحدث، فما بالك إذا كان هو من يرتكبها.
وتنقلب حياته رأسا على عقب وتهتز اهتزازا عنيفا ويتحول كل من حوله : عائلته، أصدقاؤه وأقاربه وحتى الغرباء إلى متهمين في نظره.
سوف يعلم يقينا بأن كل شئ حوله مختلف عما يبدو... و أن التمسك بالمبادئ والأخلاق التي يظن نفسه متحليا بها لن يكون أمرا سهلا على الإطلاق.
هل يمكن لمكالمة تيلفون أن تغير مجرى حياتك حتى تتمنى لو أنك لم ترد عليها؟

## الممثلون
| - يوسف الشريف: علي كمال - شيري عادل: دينا - محمود الجندي: ياسين بدوي - إدوارد: سامي - رامز أمير: تيسير - شيرين الطحان: شيرين شاكر - ريهام حجاج: غادة - تامر ضيائي: صلاح فياض - وليد فواز: إيهاب طليق شيرين - ليلى عز العرب: ناديه | - محمد حمدي:سامح الصيرفي - وائل سامي: عمر خالد المصري ضابط الشرطة - شيماء عبد القادر: إسراء سكرتيرة مكتب ياسين بدوي - رشا جابر: إلهام - رانيا شاهين: رانيا ابنة خالة علي - حمزة العيلي: حسين عجوة - نورجان: حبيبة بنت علي - أحمد صيام: والد إلهام - صبري عبد المنعم: والد علي - وفاء سالم: والدة علي | - هايدي عبد الخالق: د. منى: الطبيبة النفسية - كاريمان مهدي - عمرو رجب: إبراهيم أخو علي - جيهان أنور: حنان الخدامة - بسمة شوقي - إسلام سعيد - عزت بدران: مروان - بيومي فؤاد: ضياء جبر - أحمد عزمي: ماهر صديق علي - محمد مرزبان: خالد الصيرفي |

تمثيل: عثمان محمد علي- مجدي شكري: مجدي السمسار- نادية العراقية: زبونة محل- ماهر سليم: د. إسماعيل- عبد الله مراد - محمود بشير:حمادة السفرجي - شروق:والدة شيرين شاكر- مريم سعيد صالح: والدة إلهام - أحمد علي - آيات مجدي - محمد خميس: الخواجة - أحمد حسام - شيرين مجدي - ايمان الزيني - عامر شعبان - إبراهيم ظريف - عطا الغمراوي - إيميل وديع - نادية عبد الحميد - أحمد حسين بيومي - عبير حسين - شريف محمد - محمد صالح - وائل اللمبي - أحمد مصطفى - علا مصطفى - مدحت نصار - فاروق علي - كمال سليمان: عم سيد الهجام - أحمد أبو تريكة - ايمان يونس - ناصر عيد - أحمد عبد الخالق - عادل عبد النبي - دنيا الصيفي - عبد الناصر عربي - مصطفى يوسف - محمد الشناوي - عبد الرحمن هشام - هاني العدوي - عصام حرب - ايناس سمير -مديحة البكري: والدة تيسير- يوسف العسال : والد غادة

## فريق العمل
- تأليف: عمرو سمير عاطف
- إخراج: أحمد نادر جلال
- موسيقى: عمرو إسماعيل
- مصمم أزياء: إنجي علاء